# 今野陽佳
今野 陽佳（こんの ようか、1984年6月12日 - ）は、日本のタレント、ランジェリーモデル、元グラビアアイドルである。東京都出身。立教大学社会学部卒業。pantagraph所属。

## 人物
- 趣味はソフトボール、社交ダンス、囲碁、麻雀
- 特技は着物の着付、英会話、クラシックバレエ、ピアノ演奏。
- 所持している資格は英検2級、スキー検定2級、秘書検定2級、普通自動車免許。
- 中学生の時に初めてブラジャーを買ったがその時、既にEカップほどあった。DVD『EIGHT 今野陽佳』（2005年）のグアムロケから帰国したあとにサイズが100cmを超え、カップサイズがHからIになった。右の方がサイズが大きい[1]。
- アニメ声[1]。
- 2017年4月7日に結婚したことを同年4月22日付の自身のブログで明らかにした[2]。

## 出演

### テレビ番組

#### バラエティ番組
- 『ぷっ』すま（テレビ朝日系列）
- デジ屋台（TBS系列）
- リンカーン（TBS系列） - 『最高芸人No.1決定戦』というドッキリ企画に巨乳音声役として出演。
- ありえへん∞世界（2008年10月7日、テレビ東京） - 『ありえへんアイドルランキング』コーナーに「陽佳」名義で、VTR出演。

#### テレビアニメ
- 闘碑伝説アカギ 〜闇に降り立った天才〜（日本テレビ系列） - 岡村麻純や松木櫻子とともに番組内ユニット「日テレ雀ニック」の一員を務める。

## 作品

### DVD
- 今野陽佳 本当にデカップ2（バウハウス、2005年2月16日）
- EIGHT 今野陽佳（レイフル、2005年5月26日）
- 今野陽佳 本当にデカップ（2006年11月15日、バウハウス）
- 激アツ 今野陽佳（2005年11月25日、心交社）
- 103over 今野陽佳（2006年2月25日、フォーサイド・ドット・コム）
- One's heart（2006年3月25日、ビーエムドットスリー）
- papayan 今野陽佳（2006年6月23日、マーレ）

### オムニバス
- 爆乳デカップ No.1（2008年8月7日、グラマラスキャンディ）他出演者：堀井美月、水沢彩、関川理沙、雛田まゆこ、楓江梨子